# Mitreo delle Sette Porte

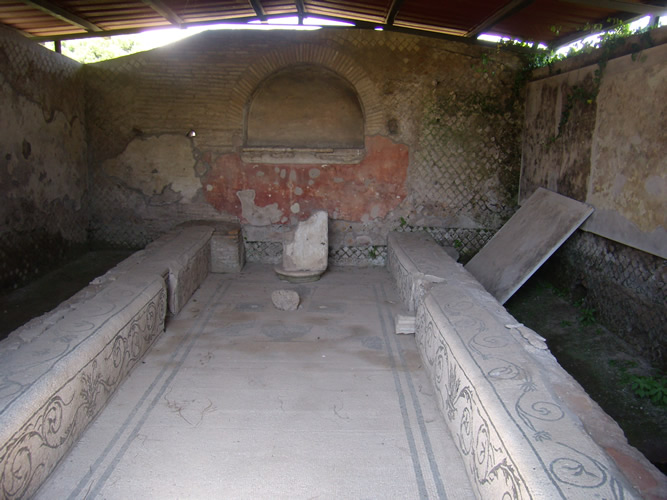
Das Mitreo delle Sette Porte

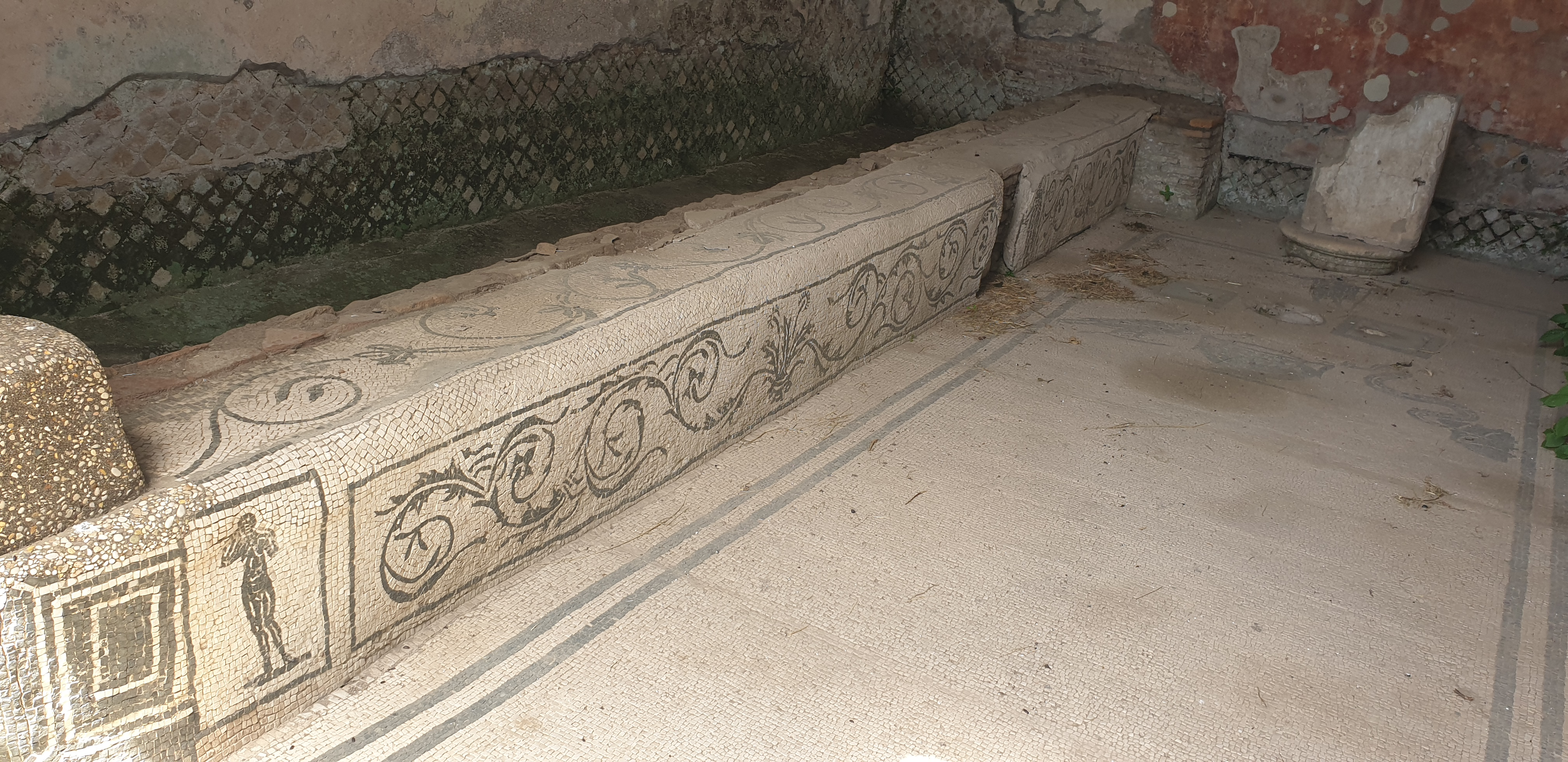
Das Mitreo delle Sette Porte, Mosaik

Das Mitreo delle Sette Porte (Mithräum der sieben Tore) befindet sich in Ostia (IV, V, 13).
Das Mithräum wurde im letzten Drittel des 2. Jahrhunderts n. Chr. errichtet und fällt vor allem durch seinen reichen Mosaikschmuck auf. Das Heiligtum wurde in eine Halle (7,05 × 5,80 m) eines bestehenden, privaten Warenhauses hineingebaut und besteht aus einem einzigen großen Saal. Der Mittelteil des Saales hat eine Art Korridor und ist mit einem schwarzweißen Mosaik dekoriert.
Das Mosaik zeigt im Eingangsbereich ein Tor mit sieben Durchgängen, das dem Bau seinen modernen Namen gab. Zum Altar hin sind ein großer Krater, eine Schlange und ein Vogel dargestellt. Am Altar findet sich die Darstellung Jupiters, der Blitze in der rechten und einen Stab in der linken Hand hält. Über ihm ist eine Büste des Saturn dargestellt. Eine Besonderheit sind Bänke, links und rechts an den Längsseiten, die ebenfalls mit einem schwarzweißen Mosaik dekoriert sind. Am Eingang finden sich mit Mosaiken dekorierte Pilaster. Die Bänke zeigen auf der Sitzfläche jeweils eine Ranke. Eine Ranke befindet sich auch jeweils an den Seiten. An den vorderen Enden der Ranken und in einer kleinen Nische finden sich jeweils stehende Götterfiguren. Die Wände des Heiligtums sind bemalt. Auf der rechten Wand ist eine Gartenlandschaft abgebildet, die heute nur noch schlecht erhalten ist. Die Altarwand ist rot bemalt.
Im Heiligtum fanden sich ein Marmoraltar, von einem Sextus Fusinius Felix geweiht, eine Lampe, Fragmente eines Kraters, der untere Teil einer Statue und die Marmorstatue einer Frau.